# Rheinpark
Il Rheinpark o (Parco del Reno) è un parco urbano che si estende per 40 ettari nella città di Colonia in Germania.
Il parco fu progettato dall'architetto Fritz Encke e fu aperto al pubblico nel 1913.
I maggiori eventi ospitati nel parco sono stati:
- Esposizione del Werkbund a Colonia, 1914
- Bundesgartenschau, 1957
- Bundesgartenschau, 1971